# Valéria Messala
Valéria Messala foi a última esposa do ditador Sula, com quem ele teve uma filha póstuma.
Valéria era irmã do orador Hortênsio, e havia acabado de se divorciar do seu marido. Durante um espetáculo de gladiadores, alguns meses após a morte de Metela, esposa de Sula, Valéria tocou no ditador, dizendo que queria ter parte na sua felicidade. Ela era muito bonita, e Sula se interessou por ela, perguntando sobre seu nome, família e história. Logo eles se prometeram em casamento. Segundo Plutarco, Sula estava tomado de desejo, como se fosse um jovem.
Eles tiveram uma filha Póstuma Sula, que nasceu depois da morte do ditador; os romanos davam o nome Postúmio/Póstuma para os filhos que nasciam depois da morte do pai.
De acordo com William Smith, ela era filha de Marco Valério Messala Níger e Plutarco errou ao listá-la como irmã de Hortênsio; o erro teria sido causado porque uma irmã de Hortênsio se casou com algum Valério Messala.